# Cotabato du Sud
Cotabato du Sud est une province des Philippines.

## Villes et municipalités
Municipalités
- Banga
- Lake Sebu
- Norala
- Polomolok
- Santo Niño
- Surallah
- Tampakan
- Tantangan
- T'Boli
- Tupi

Villes
- General Santos
- Koronadal